# Indigénat en Nouvelle-Calédonie
En droit colonial français, les autochtones kanak sont soumis à l'indigénat en 1887, c'est-à-dire que le gouverneur est spécialement chargé de leur distribuer des sanctions afin de maintenir l'ordre colonial. Ce régime disciplinaire les prive ainsi de leurs libertés d'utilisation du territoire et de leurs droits politiques. Cette spoliation a mené à de nombreuses révoltes dont la plus connue (et la plus mortelle) fut celle menée par le chef kanak Noël en 1917.

## Histoire
Le code de l'indigénat, mis en place par les décrets de 1874 et 1881, est appliqué totalement en Nouvelle-Calédonie en 1887. Il fait des Mélanésiens des « sujets de la France », ne jouissant d'aucun droit civil mais uniquement de leur droit personnel conféré par la religion et la coutume. Ils payent alors un impôt de capitation, sont soumis aux réquisitions de main d'œuvre au profit des autorités ou des colons. Le gouverneur nomme les chefs de tribu et les grands-chefs et délimite leurs pouvoirs.
La pratique de la sorcellerie ainsi que le port d'arme ou le fait de circuler nus sont interdits.
Toutefois, une première tentative d'intégration est lancée avec l'instauration du statut civil particulier pour les autochtones par l'arrêté du 21 juin 1934, qui met en place l’état civil des autochtones citoyens de statut civil particulier, afin de tenir compte des procédures coutumières relatives à certains actes comme le mariage ou l’adoption.
Le code de l'Indigénat est finalement aboli successivement par l'ordonnance du 7 mars 1944 (suppression du statut pénal de l'indigénat), la loi Lamine Guèye du 7 avril 1946 (nationalité française pleine et entière à tous les Français, indigènes compris) et le statut du 20 septembre 1947 (égalité politique et accès égal aux institutions). Les kanaks obtiennent alors la liberté de circulation, de propriété, et leurs droits civils. Les kanaks obtiennent donc théoriquement leur droit de vote en 1946, mais celui-ci n'est que progressivement appliqué et reconnu du fait d'un débat local sur la possibilité de créer un double collège électoral : seulement 267 kanaks obtiennent effectivement le droit de voter en 1946, puis la loi du 23 mai 1951 élargissant le collège électoral indigène dans les territoires d'outre-mer permet à 60 % des Mélanésiens en âge de voter d'y accéder et enfin le suffrage universel est pleinement mis en place par le décret du 22 juillet 1957.

## Fonctionnement
Contrairement à d'autres colonies un système de réserve est mis en place afin de différencier de manière stricte la population kanak et la population européenne. Les premières populations européennes étant essentiellement masculines le gouvernement décide rapidement d’envoyer des orphelines depuis la France métropolitaine pour assurer une présence féminine auprès de ces hommes, mais nombreux sont ceux qui vont former des couples mixtes avec des femmes kanakes. Pour autant cela ne crée pas un monde métis contrairement à ce qui a pu se passer dans d’autres territoires d’outre-mer. La faute à la mise en réserves et à la division juridique stricte entre Européens et Kanaks. S’il est reconnu par son père, un enfant né d’un couple mixte devient européen à 100 % : il accède pleinement à la citoyenneté et à la société des Blancs. S’il n’est pas reconnu par son père, il est élevé dans la réserve par sa mère et ses oncles maternels, et devient alors Kanak. En Nouvelle-Calédonie, jusqu’à la fin de la seconde guerre mondiale, la coupure est radicale entre ces deux mondes.